# Fiori
Abreviatura científica para el botánico Adriano Fiori 1865-1950 

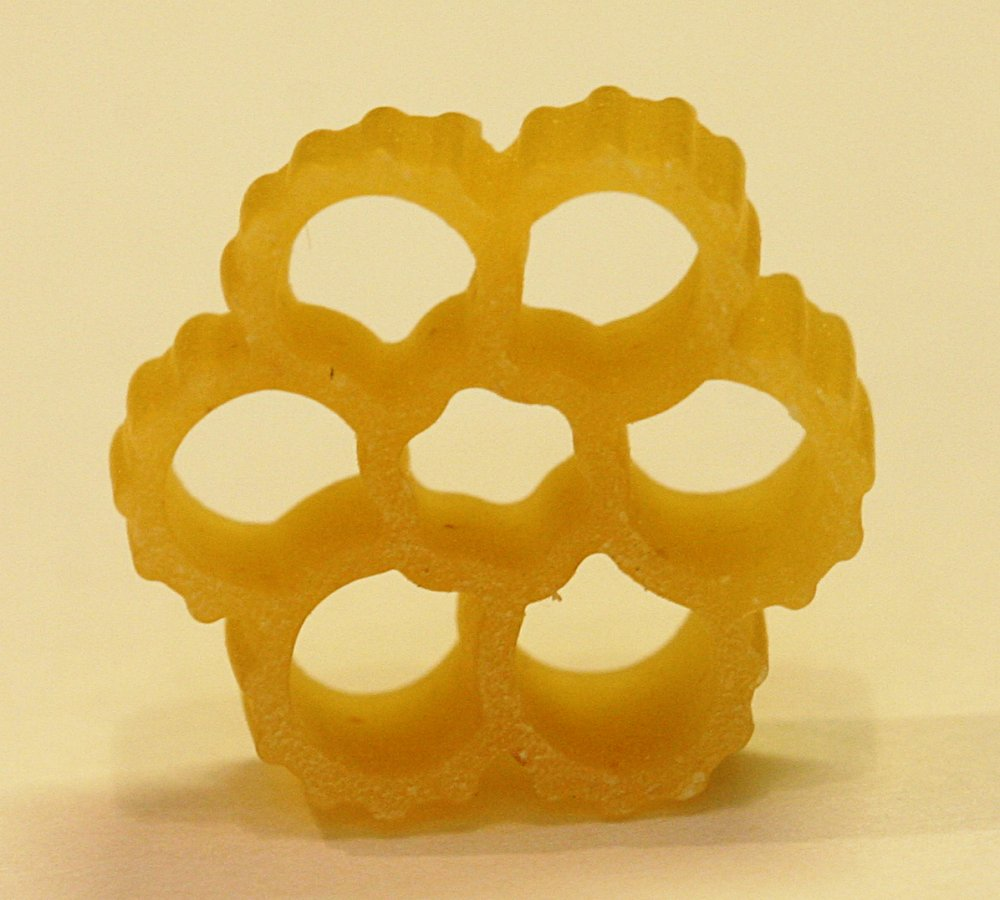
Barilla Fiori pasta con forma de flor

Fiori es pasta con forma  de flor muy similar al rotelle y la route, se caracteriza por su forma hexagonal . Es una pasta muy empleada en las ensaladas y en las salsas de acompañamiento de platos debido a su gran superficie ya que puede "mojar" una mayor cantidad de sustancias. 